# Pieter Brijnen van Houten

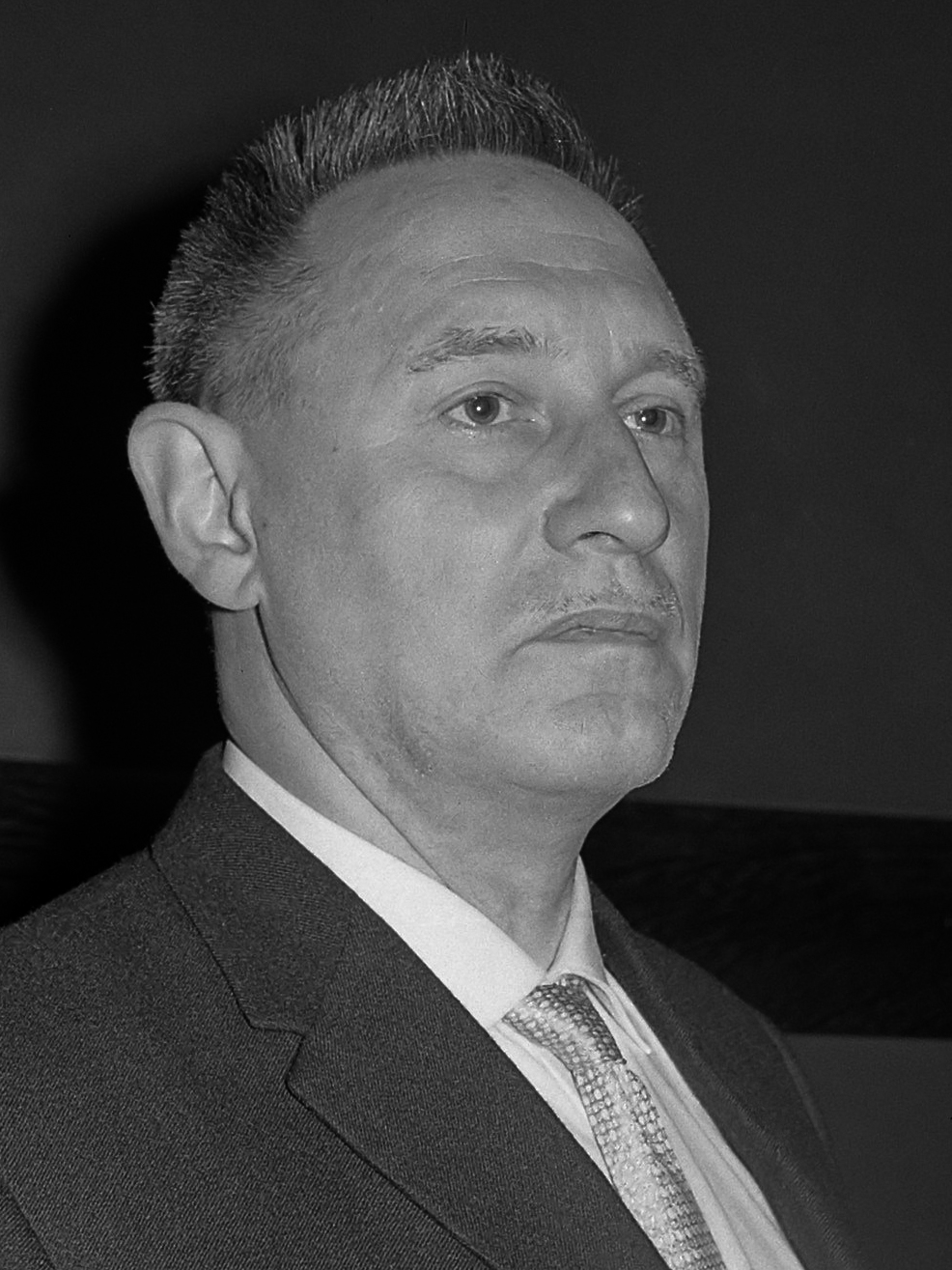
Pieter Brijnen van Houten (1963)

Pieter Brijnen van Houten (24 augustus 1907 – Den Haag, 24 november 1991) was een Nederlandse medewerker van de geheime diensten GS III en MI5. De Britten gaven hem de bijnaam The Cat.
Hij werd geboren als Pieter Brijnen. Zijn vader was directeur van een instituut voor slechthorende kinderen. Brijnen vervulde zijn dienstplicht o.a. te Kampen. Hij was voor de Tweede Wereldoorlog werkzaam bij GS III en hield toezicht op de Duitse keizer Wilhelm II. Zijn dekmantel hierbij was de functie van correspondent van De Telegraaf op de Utrechtse Heuvelrug. Daarnaast was hij secretaris van de politieke beweging Eenheid door Democratie en hield hij via de door hem opgezette Persdienst van die beweging de opkomende NSB in de gaten. Ook beheerde hij de financiën van Kameradschaft, een door Hans Ebeling en Theo Hespers met financiële steun van Selma Meyer uitgegeven tijdschrift.
In mei 1940 werd Pieter Brijnen na de Duitse inval officieel dood verklaard, waarna zijn kist werd begraven op de begraafplaats Oud Eik en Duinen te Den Haag. In werkelijkheid was hij naar het Verenigd Koninkrijk ontkomen, waar hij onder de naam 'Pieter van Houten' bij MI5 ging werken, met als opdracht toezicht houden op de door de Britten om diens Duitse afkomst gewantrouwde prins Bernhard.
Nog tijdens de oorlog werd hij door MI5 ontslagen, nadat Bernhard tijdens een buitenlandse reis in 1943 tweemaal aan zijn toezicht was ontsnapt - eerst van 27 februari tot 1 maart in Belém, waarbij Bernhard met een vliegtuigje naar Argentinië zou zijn gevlogen, en daarna nog een keer in Afrika. Vervolgens was hij werkzaam te Londen bij het Bureau Documentatie (B.Doc.) van het ministerie van Binnenlandse Zaken, waar gegevens uit bezet gebied in een kaartsysteem werden vastgelegd.
Na de oorlog noemde hij zich Pieter Brijnen van Houten. Hij was werkzaam als voorlichter van een aantal ministers tegelijk, en werd vervolgens hoofdredacteur van het christelijk-historisch dagblad De Nederlander. Toen in oktober 1947 de conservatieve H.A. Lunshof werd aangetrokken stapte Brijnen van Houten op. Ten slotte was hij beheerder van de circa tweeduizend woningen die zijn echtgenote bezat.
Met Jan Kikkert als co-auteur publiceerde hij in 1988 onder de titel Brandwacht in de coulissen zijn memoires over zijn periode als medewerker van de geheime dienst en B.Doc. Hij sprak tevens een 80-tal geluidsbanden van een uur in, die door Kikkert werden bewerkt tot het boek De zeven levens van 'The Cat' (2003). Eind februari 2004 meldde de VPRO-gids dat van de eerste druk van dit boek een pallet met 500 exemplaren uit het Centraal Boekhuis was weggehaald.
Brijnen van Houten was gehuwd met Nora Elisabeth van Klooster (1915-1999).

## Weetje
In 2007 werden in een pand waarin Brijnen van Houten heeft gewerkt twee vuurwapens aangetroffen waarvan wordt aangenomen dat hij ze daar in een kast had verstopt. Deze bevinden zich thans in de collectie van het Nationaal Militair Museum.